# Newell (Virginia Occidental)
Newell es un lugar designado por el censo ubicado en el condado de Hancock en el estado estadounidense de Virginia Occidental. En el Censo de 2010 tenía una población de 1376 habitantes y una densidad poblacional de 565,79 personas por km².

## Geografía
Newell se encuentra ubicado en las coordenadas 40°37′5″N 80°36′3″O / 40.61806, -80.60083. Según la Oficina del Censo de los Estados Unidos, Newell tiene una superficie total de 2.43 km², de la cual 1.91 km² corresponden a tierra firme y (21.3%) 0.52 km² es agua.

## Demografía
Según el censo de 2010, había 1376 personas residiendo en Newell. La densidad de población era de 565,79 hab./km². De los 1376 habitantes, Newell estaba compuesto por el 97.53% blancos, el 0.58% eran afroamericanos, el 0.07% eran amerindios, el 0.44% eran asiáticos, el 0% eran isleños del Pacífico, el 0.29% eran de otras razas y el 1.09% pertenecían a dos o más razas. Del total de la población el 1.53% eran hispanos o latinos de cualquier raza.